# Rio Carucango
Carucango é curso de água, afluente do rio Macabu que nasce na serra do Carucango e São Tomé, entre Conceição de Macabu e Trajano de Morais no estado do Rio de Janeiro, Brasil. É um rio pequeno, não atingindo 10 Km, mas de grande interesse turístico para os moradores da região, em especial os de Conceição de Macabu distantes apenas 12 quilômetros. O interesse turístico tem a ver com seu caráter de curso encachoeirado, cercado por belos vales e pela Mata Atlântica, além da localização da Cachoeira da Amorosa, a mais famosa da região.

## Toponímia e nomenclatura
Seu nome, Carucango, se deve a um quilombo, o Quilombo do Carucango, que lá existiu nos primórdios do século XIX.
O mais antigo registro literário a citar Carucango, livro do 1º Barão de Araruama, de 1819, usa a grafia Caerokango, para definir o local de nascimento do Rio Macabu. Já na obra de Antão de Vasconcellos, a mais importante e completa sobre Carucango e seu quilombo, Evocações-Crimes Célebres em Macahé, a grafia utilizada é Carucango.
O IBGE, na sua Carta Aerofotogramétrica de 1967, nomeia o Carucango, um dos afluentes do Rio Macabu, como Rio Carocango. Já o escritor e historiador João Oscar, em seu romance sobre Carucango, o nome utilizado é Curunkango.